# Lijst van voetbalinterlands Engeland - Schotland
Deze lijst van voetbalinterlands is een overzicht van alle officiële voetbalwedstrijden tussen de nationale teams van Engeland en Schotland. De buurlanden hebben tot op heden 116 keer tegen elkaar gespeeld. De eerste wedstrijd was op 30 november 1872 in Glasgow, 's werelds eerste interland ooit. Het laatste duel, eeneens een vriendschappelijke wedstrijd, vond plaats op 12 september 2023 in Glasgow.
Wedstrijden tussen Engeland en Schotland zijn beladen. "De droom van elke Schot is natuurlijk om tegen Engeland te spelen en te winnen", liet oud-voetballer Billy Bremner ooit optekenen. "Om eerlijk te zijn: het is de enige wedstrijd die telt." Bremner, die in 1997 daags voor zijn 55ste verjaardag overleed, droeg 54 keer het shirt van Schotland en trof daarin ook The Auld Enemy, de aartsvijand.

## Wedstrijden
| №   | Plaats     | Datum             | Competitie                                         | Wedstrijd            | Uitslag |
| --- | ---------- | ----------------- | -------------------------------------------------- | -------------------- | ------- |
| 1   | Glasgow    | 30 november 1872  | Vriendschappelijk                                  | Schotland − Engeland | 0 − 0   |
| 2   | Londen     | 8 maart 1873      | Vriendschappelijk                                  | Engeland − Schotland | 4 − 2   |
| 3   | Glasgow    | 7 maart 1874      | Vriendschappelijk                                  | Schotland − Engeland | 2 − 1   |
| 4   | Londen     | 6 maart 1875      | Vriendschappelijk                                  | Engeland − Schotland | 2 − 2   |
| 5   | Glasgow    | 4 maart 1876      | Vriendschappelijk                                  | Schotland − Engeland | 3 − 0   |
| 6   | Londen     | 3 maart 1877      | Vriendschappelijk                                  | Engeland − Schotland | 1 − 3   |
| 7   | Glasgow    | 2 maart 1878      | Vriendschappelijk                                  | Schotland − Engeland | 7 − 2   |
| 8   | Londen     | 5 april 1879      | Vriendschappelijk                                  | Engeland − Schotland | 5 − 4   |
| 9   | Glasgow    | 13 maart 1880     | Vriendschappelijk                                  | Schotland − Engeland | 5 − 4   |
| 10  | Londen     | 12 maart 1881     | Vriendschappelijk                                  | Engeland − Schotland | 1 − 6   |
| 11  | Glasgow    | 11 maart 1882     | Vriendschappelijk                                  | Schotland − Engeland | 5 − 1   |
| 12  | Sheffield  | 10 maart 1883     | Vriendschappelijk                                  | Engeland − Schotland | 2 − 3   |
| 13  | Glasgow    | 15 maart 1884     | British Home Championship 1884                     | Schotland − Engeland | 1 − 0   |
| 14  | Londen     | 21 maart 1885     | British Home Championship 1885                     | Engeland − Schotland | 1 − 1   |
| 15  | Glasgow    | 27 maart 1886     | British Home Championship 1886                     | Schotland − Engeland | 1 − 1   |
| 16  | Blackburn  | 19 maart 1887     | British Home Championship 1887                     | Engeland − Schotland | 2 − 3   |
| 17  | Glasgow    | 17 maart 1888     | British Home Championship 1888                     | Schotland − Engeland | 0 − 5   |
| 18  | Londen     | 13 april 1889     | British Home Championship 1889                     | Engeland − Schotland | 2 − 3   |
| 19  | Glasgow    | 5 april 1890      | British Home Championship 1890                     | Schotland − Engeland | 1 − 1   |
| 20  | Blackburn  | 6 april 1891      | British Home Championship 1891                     | Engeland − Schotland | 2 − 1   |
| 21  | Glasgow    | 2 april 1892      | British Home Championship 1892                     | Schotland − Engeland | 1 − 4   |
| 22  | Londen     | 1 april 1893      | British Home Championship 1893                     | Engeland − Schotland | 5 − 2   |
| 23  | Glasgow    | 7 april 1894      | British Home Championship 1894                     | Schotland − Engeland | 2 − 2   |
| 24  | Liverpool  | 6 april 1895      | British Home Championship 1895                     | Engeland − Schotland | 3 − 0   |
| 25  | Glasgow    | 4 april 1896      | British Home Championship 1896                     | Schotland − Engeland | 2 − 1   |
| 26  | Londen     | 3 april 1897      | British Home Championship 1897                     | Engeland − Schotland | 1 − 2   |
| 27  | Glasgow    | 2 april 1898      | British Home Championship 1898                     | Schotland − Engeland | 1 − 3   |
| 28  | Birmingham | 8 april 1899      | British Home Championship 1899                     | Engeland − Schotland | 2 − 1   |
| 29  | Glasgow    | 7 april 1900      | British Home Championship 1900                     | Schotland − Engeland | 4 − 1   |
| 30  | Londen     | 30 maart 1901     | British Home Championship 1901                     | Engeland − Schotland | 2 − 2   |
| 31  | Birmingham | 3 mei 1902        | British Home Championship 1902                     | Engeland − Schotland | 2 − 2   |
| 32  | Sheffield  | 4 april 1903      | British Home Championship 1903                     | Engeland − Schotland | 1 − 2   |
| 33  | Glasgow    | 9 april 1904      | British Home Championship 1904                     | Schotland − Engeland | 0 − 1   |
| 34  | Londen     | 1 april 1905      | British Home Championship 1905                     | Engeland − Schotland | 1 − 0   |
| 35  | Glasgow    | 7 april 1906      | British Home Championship 1906                     | Schotland − Engeland | 2 − 1   |
| 36  | Newcastle  | 6 april 1907      | British Home Championship 1907                     | Engeland − Schotland | 1 − 1   |
| 37  | Glasgow    | 4 april 1908      | British Home Championship 1908                     | Schotland − Engeland | 1 − 1   |
| 38  | Londen     | 3 april 1909      | British Home Championship 1909                     | Engeland − Schotland | 2 − 0   |
| 39  | Glasgow    | 2 april 1910      | British Home Championship 1910                     | Schotland − Engeland | 2 − 0   |
| 40  | Liverpool  | 1 april 1911      | British Home Championship 1911                     | Engeland − Schotland | 1 − 1   |
| 41  | Glasgow    | 23 maart 1912     | British Home Championship 1912                     | Schotland − Engeland | 1 − 1   |
| 42  | Londen     | 5 april 1913      | British Home Championship 1913                     | Engeland − Schotland | 1 − 0   |
| 43  | Glasgow    | 4 april 1914      | British Home Championship 1914                     | Schotland − Engeland | 3 − 1   |
| 44  | Sheffield  | 10 april 1920     | British Home Championship 1919/20                  | Engeland − Schotland | 5 − 4   |
| 45  | Glasgow    | 9 april 1921      | British Home Championship 1920/21                  | Schotland − Engeland | 3 − 0   |
| 46  | Birmingham | 8 april 1922      | British Home Championship 1921/22                  | Engeland − Schotland | 0 − 1   |
| 47  | Glasgow    | 14 april 1923     | British Home Championship 1922/23                  | Schotland − Engeland | 2 − 2   |
| 48  | Londen     | 12 april 1924     | British Home Championship 1923/24                  | Engeland − Schotland | 1 − 1   |
| 49  | Glasgow    | 4 april 1925      | British Home Championship 1924/25                  | Schotland − Engeland | 2 − 0   |
| 50  | Manchester | 17 april 1926     | British Home Championship 1925/26                  | Engeland − Schotland | 0 − 1   |
| 51  | Glasgow    | 2 april 1927      | British Home Championship 1926/27                  | Schotland − Engeland | 1 − 2   |
| 52  | Londen     | 31 maart 1928     | British Home Championship 1927/28                  | Engeland − Schotland | 1 − 5   |
| 53  | Glasgow    | 13 april 1929     | British Home Championship 1928/29                  | Schotland − Engeland | 1 − 0   |
| 54  | Londen     | 5 april 1930      | British Home Championship 1929/30                  | Engeland − Schotland | 5 − 2   |
| 55  | Glasgow    | 28 maart 1931     | British Home Championship 1930/31                  | Schotland − Engeland | 2 − 0   |
| 56  | Londen     | 9 april 1932      | British Home Championship 1931/32                  | Engeland − Schotland | 3 − 0   |
| 57  | Glasgow    | 1 april 1933      | British Home Championship 1932/33                  | Schotland − Engeland | 2 − 1   |
| 58  | Londen     | 14 april 1934     | British Home Championship 1933/34                  | Engeland − Schotland | 3 − 0   |
| 59  | Glasgow    | 6 april 1935      | British Home Championship 1934/35                  | Schotland − Engeland | 2 − 0   |
| 60  | Londen     | 4 april 1936      | British Home Championship 1935/36                  | Engeland − Schotland | 1 − 1   |
| 61  | Glasgow    | 17 april 1937     | British Home Championship 1936/37                  | Schotland − Engeland | 3 − 1   |
| 62  | Londen     | 9 april 1938      | British Home Championship 1937/38                  | Engeland − Schotland | 0 − 1   |
| 63  | Glasgow    | 15 april 1939     | British Home Championship 1938/39                  | Schotland − Engeland | 1 − 2   |
| 64  | Londen     | 12 april 1947     | British Home Championship 1946/47                  | Engeland − Schotland | 1 − 1   |
| 65  | Glasgow    | 10 april 1948     | British Home Championship 1947/48                  | Schotland − Engeland | 0 − 2   |
| 66  | Londen     | 9 april 1949      | British Home Championship 1948/49                  | Engeland − Schotland | 1 − 3   |
| 67  | Glasgow    | 15 april 1950     | British Home Championship 1949/50 en WK 1950 kwal. | Schotland − Engeland | 0 − 1   |
| 68  | Londen     | 14 april 1951     | British Home Championship 1950/51                  | Engeland − Schotland | 2 − 3   |
| 69  | Glasgow    | 5 april 1952      | British Home Championship 1951/52                  | Schotland − Engeland | 1 − 2   |
| 70  | Londen     | 18 april 1953     | British Home Championship 1952/53                  | Engeland − Schotland | 2 − 2   |
| 71  | Glasgow    | 3 april 1954      | British Home Championship 1953/54 en WK 1954 kwal. | Schotland − Engeland | 2 − 4   |
| 72  | Londen     | 2 april 1955      | British Home Championship 1954/55                  | Engeland − Schotland | 7 − 2   |
| 73  | Glasgow    | 14 april 1956     | British Home Championship 1955/56                  | Schotland − Engeland | 1 − 1   |
| 74  | Londen     | 6 april 1957      | British Home Championship 1956/57                  | Engeland − Schotland | 2 − 1   |
| 75  | Glasgow    | 19 april 1958     | British Home Championship 1957/58                  | Schotland − Engeland | 0 − 4   |
| 76  | Londen     | 11 april 1959     | British Home Championship 1958/59                  | Engeland − Schotland | 1 − 0   |
| 77  | Glasgow    | 9 april 1960      | British Home Championship 1959/60                  | Schotland − Engeland | 1 − 1   |
| 78  | Londen     | 15 april 1961     | British Home Championship 1960/61                  | Engeland − Schotland | 9 − 3   |
| 79  | Glasgow    | 14 april 1962     | British Home Championship 1961/62                  | Schotland − Engeland | 2 − 0   |
| 80  | Londen     | 6 april 1963      | British Home Championship 1962/63                  | Engeland − Schotland | 1 − 2   |
| 81  | Glasgow    | 11 april 1964     | British Home Championship 1963/64                  | Schotland − Engeland | 1 − 0   |
| 82  | Londen     | 10 april 1965     | British Home Championship 1964/65                  | Engeland − Schotland | 2 − 2   |
| 83  | Glasgow    | 2 april 1966      | British Home Championship 1965/66                  | Schotland − Engeland | 3 − 4   |
| 84  | Londen     | 15 april 1967     | British Home Championship 1966/67 en EK 1968 kwal. | Engeland − Schotland | 2 − 3   |
| 85  | Glasgow    | 24 februari 1968  | British Home Championship 1967/68 en EK 1968 kwal. | Schotland − Engeland | 1 − 1   |
| 86  | Londen     | 10 mei 1969       | British Home Championship 1969                     | Engeland − Schotland | 4 − 1   |
| 87  | Glasgow    | 25 april 1970     | British Home Championship 1970                     | Schotland − Engeland | 0 − 0   |
| 88  | Londen     | 22 mei 1971       | British Home Championship 1971                     | Engeland − Schotland | 3 − 1   |
| 89  | Glasgow    | 27 mei 1972       | British Home Championship 1972                     | Schotland − Engeland | 0 − 1   |
| 90  | Glasgow    | 14 februari 1973  | Vriendschappelijk                                  | Schotland − Engeland | 0 − 5   |
| 91  | Londen     | 19 mei 1973       | British Home Championship 1973                     | Engeland − Schotland | 1 − 0   |
| 92  | Glasgow    | 18 mei 1974       | British Home Championship 1974                     | Schotland − Engeland | 2 − 0   |
| 93  | Londen     | 24 mei 1975       | British Home Championship 1975                     | Engeland − Schotland | 5 − 1   |
| 94  | Glasgow    | 15 mei 1976       | British Home Championship 1976                     | Schotland − Engeland | 2 − 1   |
| 95  | Londen     | 4 juni 1977       | British Home Championship 1977                     | Engeland − Schotland | 1 − 2   |
| 96  | Glasgow    | 20 mei 1978       | British Home Championship 1978                     | Schotland − Engeland | 0 − 1   |
| 97  | Londen     | 26 mei 1979       | British Home Championship 1979                     | Engeland − Schotland | 3 − 1   |
| 98  | Glasgow    | 24 mei 1980       | British Home Championship 1980                     | Schotland − Engeland | 0 − 2   |
| 99  | Londen     | 23 mei 1981       | British Home Championship 1981                     | Engeland − Schotland | 0 − 1   |
| 100 | Glasgow    | 29 mei 1982       | British Home Championship 1982                     | Schotland − Engeland | 0 − 1   |
| 101 | Londen     | 1 juni 1983       | British Home Championship 1983                     | Engeland − Schotland | 2 − 0   |
| 102 | Glasgow    | 26 mei 1984       | British Home Championship 1983/84                  | Schotland − Engeland | 1 − 1   |
| 103 | Glasgow    | 25 mei 1985       | Vriendschappelijk                                  | Schotland − Engeland | 1 − 0   |
| 104 | Londen     | 23 april 1986     | Vriendschappelijk                                  | Engeland − Schotland | 2 − 1   |
| 105 | Glasgow    | 23 mei 1987       | Vriendschappelijk                                  | Schotland − Engeland | 0 − 0   |
| 106 | Londen     | 21 mei 1988       | Vriendschappelijk                                  | Engeland − Schotland | 1 − 0   |
| 107 | Glasgow    | 27 mei 1989       | Vriendschappelijk                                  | Schotland − Engeland | 0 − 2   |
| 108 | Londen     | 15 juni 1996      | EK 1996                                            | Engeland − Schotland | 2 − 0   |
| 109 | Glasgow    | 13 november 1999  | EK 2000 kwalificatie                               | Schotland − Engeland | 0 − 2   |
| 110 | Londen     | 17 november 1999  | EK 2000 kwalificatie                               | Engeland − Schotland | 0 − 1   |
| 111 | Londen     | 14 augustus 2013  | Vriendschappelijk                                  | Engeland − Schotland | 3 − 2   |
| 112 | Glasgow    | 18 november 2014  | Vriendschappelijk                                  | Schotland − Engeland | 1 − 3   |
| 113 | Londen     | 11 november 2016  | WK 2018 kwalificatie                               | Engeland − Schotland | 3 − 0   |
| 114 | Glasgow    | 10 juni 2017      | WK 2018 kwalificatie                               | Schotland − Engeland | 2 − 2   |
| 115 | Londen     | 18 juni 2021      | EK 2020                                            | Engeland – Schotland | 0 − 0   |
| 116 | Glasgow    | 12 september 2023 | Vriendschappelijk                                  | Schotland − Engeland | 1 − 3   |

## Samenvatting
| Competitie                | Totaal gespeeld | Winst Engeland | Gelijk | Winst Schotland | Doelsaldo Engeland – Schotland |
| ------------------------- | --------------- | -------------- | ------ | --------------- | ------------------------------ |
| WK-kwalificatie           | 4               | 3              | 1      | 0               | 10 − 4                         |
| EK-eindronde              | 2               | 1              | 1      | 0               | 2 − 0                          |
| EK-kwalificatie           | 4               | 1              | 1      | 2               | 5 − 5                          |
| British Home Championship | 89              | 37             | 21     | 31              | 155 − 124                      |
| Vriendschappelijk         | 20              | 8              | 3      | 9               | 39 − 47                        |
| Totaal                    | 115             | 48             | 26     | 41              | 203 − 174                      |

Wedstrijden die zowel voor het British Home Championship als voor WK- of EK-kwalificatie golden zijn in beide categorieën meegeteld.

Wedstrijden bepaald door strafschoppen worden, in lijn met de FIFA, als een gelijkspel gerekend.

## Details

### 98ste ontmoeting
| British Home Championship (Glasgow, Schotland, 24 mei 1980): |       |                                      |
| Schotland                                                    | 0 – 2 | Engeland                             |
|                                                              | goals | 8' Trevor Brooking 75' Steve Coppell |

### 99ste ontmoeting
| British Home Championship (Londen, Engeland, 23 mei 1981): |       |                           |
| Engeland                                                   | 0 – 1 | Schotland                 |
|                                                            | goals | 64' (pen.) John Robertson |

### 100ste ontmoeting
| British Home Championship (Londen, Engeland, 29 mei 1982): |       |                  |
| Schotland                                                  | 0 – 1 | Engeland         |
|                                                            | goals | 13' Paul Mariner |

### 101ste ontmoeting
| British Home Championship (Londen, Engeland, 1 juni 1983): |       |           |
| Engeland                                                   | 2 – 0 | Schotland |
| Bryan Robson 13' Gordon Cowans 54'                         | goals |           |

### 102de ontmoeting
| British Home Championship (Glasgow, Schotland, 26 mei 1984):                                   |       |                   |
| Schotland                                                                                      | 1 – 1 | Engeland          |
| Mark McGhee 13'                                                                                | goals | 37' Tony Woodcock |
| - Debuut van Gary Lineker (Leicester City) en Steve Hunt (West Bromwich Albion) voor Engeland. |       |                   |

### 103de ontmoeting
| Stanley Rous Cup (Glasgow, Schotland, 25 mei 1985): |       |          |
| Schotland                                           | 1 – 0 | Engeland |
| Richard Gough 68'                                   | goals |          |

### 109de ontmoeting
| EK 2000 kwalificatie (play-offs) (Glasgow, Schotland, 13 november 1999):                                                                                   |              | |
| Schotland | 0 – 2        | Engeland |
| | goals        | 21' Paul Scholes 42' Paul Scholes |
| Craig Brown | bondscoach   | Kevin Keegan |
| Neil Sullivan David Weir Paul Ritchie Christian Dailly Colin Hendry Barry Ferguson Billy Dodds Craig Burley Kevin Gallacher 82' Don Hutchison John Collins | opstellingen | David Seaman Sol Campbell Tony Adams Martin Keown Phil Neville David Beckham Jamie Redknapp Paul Scholes Paul Ince 67' Michael Owen Alan Shearer |
| Mark Burchill 82' | wissels      | 67' Andy Cole |
| Colin Hendry 5' Kevin Gallacher 16' Christian Dailly 24' Barry Ferguson 40' Don Hutchison 88'                                                              | gele kaarten | 21' Paul Scholes 50' Phil Neville 69' Jamie Redknapp 75' Tony Adams 76' Paul Ince                                                                |

### 110de ontmoeting
| EK 2000 kwalificatie (play-offs) (Londen, Engeland, 17 november 1999):                                                                                   |              | |
| Engeland | 0 – 1        | Schotland |
| | goals        | 39' Don Hutchison |
| Kevin Keegan | bondscoach   | Craig Brown |
| David Seaman Sol Campbell Phil Neville Paul Ince Tony Adams Gareth Southgate David Beckham Paul Scholes 90' Alan Shearer Michael Owen 63' Jamie Redknapp | opstellingen | Neil Sullivan David Weir Callum Davidson Christian Dailly Colin Hendry Barry Ferguson Billy Dodds Craig Burley 74' Neil McCann Don Hutchison John Collins |
| Emile Heskey 63' Ray Parlour 90' | wissels      | 74' Mark Burchill |
| Paul Ince 43' Jamie Redknapp 66' | gele kaarten | 51' Callum Davidson 66' Christian Dailly |

### 111de ontmoeting
| Vriendschappelijk (Londen, Engeland, 14 augustus 2013): |              | |
| Engeland | 3 – 2        | Schotland |
| Theo Walcott 29' Danny Welbeck 53' Rickie Lambert 70' | goals        | 11' James Morrison 49' Kenny Miller |
| Roy Hodgson | bondscoach   | Gordon Strachan |
| Joe Hart Phil Jagielka 84' Leighton Baines Gary Cahill Kyle Walker Steven Gerrard 62' Jack Wilshere 46' Tom Cleverley 68' Wayne Rooney 68' Theo Walcott 75' Danny Welbeck | opstellingen | Allan McGregor Alan Hutton Steven Whittaker Russell Martin Grant Hanley Scott Brown 82' James Morrison 68' Robert Snodgrass 67' James Forrest 73' Kenny Miller 86' Shaun Maloney |
| Frank Lampard 46' Alex Oxlade-Chamberlain 62' James Milner 68' Rickie Lambert 68' Wilfried Zaha 75' Phil Jones 84'                                                        | wissels      | 67' Charlie Mulgrew 68' Craig Conway 73' Leigh Griffiths 82' Jordan Rhodes 86' Steven Naismith                                                                                   |
| Kyle Walker 56' Theo Walcott 58' Frank Lampard 64' | gele kaarten | 58' Robert Snodgrass |
| - Debuut van Rickie Lambert (Southampton) voor Engeland. |              | |

### 112de ontmoeting
| Vriendschappelijk (Glasgow, Schotland, 18 november 2014):                                      |       |                                                               |
| Schotland                                                                                      | 1 – 3 | Engeland                                                      |
| Andrew Robertson 83'                                                                           | goals | 32' Alex Oxlade-Chamberlain 47' Wayne Rooney 85' Wayne Rooney |
| - Debuut van Stevie May (Sheffield Wednesday) en Johnny Russell (Derby County) voor Schotland. |       |                                                               |

### 113de ontmoeting
| WK 2018 kwalificatie (Londen, Engeland, 11 november 2016): |              | |
| Engeland | 3 – 0        | Schotland |
| Daniel Sturridge 24' Adam Lallana 50' Gary Cahill 61' | goals        | |
| Gareth Southgate | bondscoach   | Gordon Strachan |
| Joe Hart Danny Rose Eric Dier Gary Cahill Kyle Walker John Stones Adam Lallana Jordan Henderson Raheem Sterling Wayne Rooney Daniel Sturridge 75'                          | opstellingen | Craig Gordon Christophe Berra Lee Wallace Grant Hanley Darren Fletcher Scott Brown 79' Ikechi Anya 82' Robert Snodgrass 66' James Morrison James Forrest Leigh Griffiths                    |
| Jamie Vardy 75' Jordan Pickford Tom Heaton Phil Jagielka Nathaniel Clyne Ryan Bertrand Jack Wilshere Andros Townsend Jesse Lingard Theo Walcott Marcus Rashford Harry Kane | wissels      | 66' James McArthur 79' Callum Paterson 82' Matt Ritchie David Marshall Jack Hamilton Russell Martin Stephen Kingsley Barry Bannan Oliver Burke Steven Fletcher Steven Naismith Chris Martin |
| Gary Cahill 57' Wayne Rooney 90+1' | gele kaarten | 56' Leigh Griffiths |

FA · A-internationals · Selecties · Bondscoaches · Engels vrouwenelftal · Brits olympisch elftal · Engeland -21 · Engeland -20 · Engeland -19 · Engeland -18 · Engeland -17 · Engeland -16 · Vrouwen -17
1872 – 1899 ·
1900 – 1919 ·
1920 – 1929 ·
1930 – 1939 ·
1940 – 1949 ·
1950 – 1959 ·
1960 – 1969 ·
1970 – 1979 ·
1980 – 1989 ·
1990 – 1999 ·
2000 – 2009 ·
2010 – 2019 ·
2020 − 2029
EK's: 1968 ·
1980 ·
1988 ·
1992 ·
1996 ·
2000 ·
2004 ·
2012 · 
2016 · 
2020 · 
2024
WK's: 1950 ·
1954 ·
1958 ·
1962 ·
1966 ·
1970 ·
1982 ·
1986 ·
1990 ·
1998 ·
2002 ·
2006 ·
2010 ·
2014 ·
2018 · 
2022
Albanië ·
Algerije ·
Andorra ·
Argentinië ·
Australië ·
Azerbeidzjan ·
België ·
Bosnië en Herzegovina ·
Brazilië ·
Bulgarije ·
Canada ·
Chili ·
China ·
Colombia ·
Costa Rica ·
Cyprus ·
Denemarken ·
DDR · 
Duitsland ·
Ecuador ·
Egypte ·
Estland ·
Finland ·
Frankrijk ·
Georgië ·
Ghana ·
GOS ·
Griekenland ·
Honduras ·
Hongarije ·
Ierland ·
IJsland · 
Iran ·
Israël ·
Italië ·
Ivoorkust ·
Jamaica ·
Japan ·
Joegoslavië ·
Kameroen ·
Kazachstan ·
Koeweit ·
Kosovo ·
Kroatië ·
Liechtenstein ·
Litouwen ·
Luxemburg ·
Maleisië ·
Malta ·
Marokko ·
Mexico ·
Moldavië ·
Montenegro ·
Nederland ·
Nieuw-Zeeland ·
Nigeria ·
Noord-Ierland ·
Noord-Macedonië ·
Noorwegen ·
Oekraïne ·
Oostenrijk ·
Panama · 
Paraguay ·
Peru · 
Polen ·
Portugal ·
Roemenië ·
Rusland ·
San Marino · 
Saoedi-Arabië ·
Schotland ·
Senegal ·
Servië ·
Servië en Montenegro · 
Slovenië ·
Slowakije ·
Sovjet-Unie ·
Spanje ·
Trinidad en Tobago ·
Tsjechië ·
Tsjecho-Slowakije ·
Tunesië ·
Turkije ·
Uruguay ·
Verenigde Staten ·
Wales ·
Wit-Rusland ·
Zuid-Afrika ·
Zuid-Korea ·
Zweden ·
Zwitserland
Algerije (2010) · 
Argentinië (1986) · 
Argentinië (1998) · 
Argentinië (2002) · 
België (1990) · 
België (2018, 1) · 
België (2018, 2) · 
Brazilië (2002) · 
Colombia (1998) ·
Colombia (2018) ·
Costa Rica (2014) ·
Denemarken (2002) ·
Denemarken (2021) · 
Duitsland (2000) ·
Duitsland (2010) ·
Duitsland (2021) ·
Ecuador (2006) ·
Egypte (1990) ·
Frankrijk (1982) ·
Frankrijk (2012) ·
Frankrijk (2022) ·
Ierland (1990) · 
IJsland (2016) ·
Italië (1990) · 
Italië (2012) · 
Italië (2014) · 
Italië (2021) · 
Kameroen (1990) · 
Koeweit (1982) · 
Kroatië (2018) ·
Kroatië (2021) · 
Marokko (1986) · 
Nederland (1990) · 
Nigeria (2002) · 
Oekraïne (2012) · 
Oekraïne (2021) ·
Panama (2018) · 
Paraguay (1986) · 
Paraguay (2006) · 
Polen (1986) · 
Portugal (1986) · 
Portugal (2000) · 
Portugal (2006) · 
Roemenië (1998) ·
Roemenië (2000) ·
Rusland (2016) ·
Schotland (2021) ·
Senegal (2022) ·
Slovenië (2010) ·
Slowakije (2016) ·
Spanje (1982) ·
Spanje (2024) ·
Trinidad en Tobago (2006) ·
Tsjechië (2021) ·
Tsjecho-Slowakije (1982) ·
Tunesië (1998) ·
Tunesië (2018) ·
Uruguay (2014) ·
Verenigde Staten (2010) ·
Wales (2016) · 
West-Duitsland (1966) ·
West-Duitsland (1982) ·
West-Duitsland (1990) ·
Zweden (2002) ·
Zweden (2006) · 
Zweden (2012)
SFA · A-internationals · Selecties · Bondscoaches · Statistieken · Schots vrouwenelftal · Brits olympisch elftal · Schotland U21 · Schotland U20 · Schotland U19 · Schotland U18 · Schotland U17 · Schotland U16 · Vrouwen U17
1872 – 1899 ·
1900 – 1919 ·
1920 – 1929 ·
1930 – 1939 ·
1940 – 1949 ·
1950 – 1959 ·
1960 – 1969 ·
1970 – 1979 ·
1980 – 1989 ·
1990 – 1999 ·
2000 – 2009 ·
2010 – 2019 ·
2020 − 2029
EK's: 1992 ·
1996 ·
2020 ·
2024
WK's: 1954 ·
1958 ·
1974 ·
1978 ·
1982 ·
1986 ·
1990 ·
1998
1872 ·
1873 ·
1874 ·
1875 ·
1876 ·
1877 ·
1878 ·
1878 ·
1879 ·
1880 ·
1881 ·
1882 ·
1883 ·
1884 ·
1885 ·
1886 ·
1887 ·
1888 ·
1889 ·
1890 ·
1891 ·
1892 ·
1893 ·
1894 ·
1895 ·
1896 ·
1897 ·
1898 ·
1899 ·
1900 ·
1901 ·
1902 ·
1903 ·
1904 ·
1905 ·
1906 ·
1907 ·
1908 ·
1909 ·
1910 ·
1911 ·
1912 ·
1913 ·
1914 ·
1915–1919 ·
1920 ·
1921 ·
1922 ·
1923 ·
1924 ·
1925 ·
1926 ·
1927 ·
1928 ·
1929 ·
1930 ·
1931 ·
1932 ·
1933 ·
1934 ·
1935 ·
1936 ·
1937 ·
1938 ·
1939 ·
1940–1945 ·
1946 ·
1947 ·
1948 ·
1949 ·
1950 ·
1951 ·
1952 ·
1953 ·
1954 ·
1955 ·
1956 ·
1957 ·
1958 ·
1959 ·
1960 ·
1960 ·
1961 ·
1962 ·
1963 ·
1964 ·
1965 ·
1966 ·
1967 ·
1968 ·
1969 ·
1970 ·
1971 ·
1972 ·
1973 ·
1974 ·
1975 ·
1976 ·
1977 ·
1978 ·
1979 ·
1980 ·
1981 ·
1982 ·
1983 ·
1984 ·
1985 ·
1986 ·
1987 ·
1988 ·
1989 ·
1990 ·
1991 ·
1992 ·
1993 ·
1994 ·
1995 ·
1996 ·
1997 ·
1998 ·
1999 ·
2000 ·
2001 ·
2002 ·
2003 ·
2004 ·
2005 ·
2006 ·
2007 ·
2008 ·
2009 ·
2010 ·
2011 ·
2012 ·
2013 ·
2014 · 
2015 · 
2016 · 
2017 ·
2018 ·
2019 ·
2020 ·
2021 ·
2022
Albanië ·
Argentinië · 
Armenië ·
Australië ·
België ·
Bosnië en Herzegovina ·
Brazilië ·
Bulgarije ·
Canada ·
Chili ·
Colombia ·
Congo-Kinshasa ·
Costa Rica ·
Cyprus ·
DDR ·
Denemarken ·
Duitsland ·
Ecuador ·
Egypte ·
Engeland ·
Estland ·
Faeröer ·
Finland ·
Frankrijk ·
Georgië ·
Gibraltar · 
GOS ·
Griekenland ·
Hongarije ·
Ierland ·
IJsland ·
Iran ·
Israël ·
Italië ·
Japan ·
Joegoslavië ·
Kazachstan ·
Kroatië ·
Letland ·
Liechtenstein ·
Litouwen ·
Luxemburg ·
Malta ·
Marokko ·
Mexico ·
Moldavië ·
Nederland ·
Nieuw-Zeeland ·
Nigeria · 
Noord-Ierland ·
Noord-Macedonië ·
Noorwegen ·
Oekraïne ·
Oostenrijk ·
Paraguay ·
Peru ·
Polen ·
Portugal ·
Qatar ·
Roemenië ·
Rusland ·
San Marino ·
Saoedi-Arabië ·
Servië ·
Slovenië ·
Slowakije · 
Sovjet-Unie ·
Spanje ·
Trinidad en Tobago · 
Tsjechië ·
Tsjecho-Slowakije ·
Turkije · 
Uruguay ·
Verenigde Staten ·
Wales ·
Wit-Rusland ·
Zuid-Afrika ·
Zuid-Korea ·
Zweden ·
Zwitserland
Engeland (2021) · 
Kroatië (2021) · 
Nieuw-Zeeland (1982) · 
Tsjechië (2021)